# Phoenicopterus chilensis
El flamenco chileno (Phoenicopterus chilensis), también referido como flamenco austral (en Argentina, Bolivia y Uruguay), es una especie de ave de la familia Phoenicopteridae. Se lo conoce también como solor o tokoko en idioma kunza.
Junto con la parina grande y la parina chica, es una de las tres especies de flamencos que se encuentran en el altiplano andino. La especie ha sido considerada como casi amenazada en la Lista Roja de la UICN desde 2004.

## Descripción
Posee una altura de 1,10 a 1,30 m. De plumaje rosado claro (salmón), presenta algunas zonas más oscuras cerca de la cola. El pico es grande, encorvado hacia abajo, de color claro en la parte más cercana a la cabeza y negro en la parte más extrema. Las piernas son claras, a excepción de la articulación del tarso (mal llamada rodilla), que es de un rosado intenso. Los ojos son de color amarillo.

## Distribución
Esta es la especie de la familia Phoenicopteridae que habita y se reproduce más al sur del mundo.
Nidifica en Argentina, Bolivia, Chile, Perú y Uruguay, mientras que en el sur de Brasil solo es un migrador no reproductivo. Es vagante en Ecuador, Paraguay y en las islas Malvinas.
En Argentina nidifica en múltiples colonias a lo largo de todo el país, con excepción del nordeste, donde es un migrador no reproductivo. El país cuenta con la mayor población de esta especie con cien mil ejemplares, seguido por Chile, con treinta mil ejemplares, mientras que Bolivia y Perú reúnen el resto de la población de algunos miles más. Registros del año 2011, sin embargo, indicarían cifras superiores para la especie, estimadas en trescientos mil ejemplares.
En Chile se distribuye a través de todo el territorio; se pueden hallar concentraciones importantes de estas aves en los salares de Surire y de Atacama, en la reserva nacional El Yali, en la isla de Chiloé y en la Patagonia chilena.[cita requerida]

## Hábitat
Vive en zonas de agua de baja profundidad como lagunas, salares, estuarios y desembocaduras de ríos.

## Alimentación
Se alimenta de invertebrados, gambas y moluscos.
El flamenco se alimenta removiendo el sedimento con sus patas y luego filtrando los organismos en suspensión con las láminas que tiene en el pico. Los flamencos suelen girar 360º dejando anillos de alimentación en la superficie del sedimento.

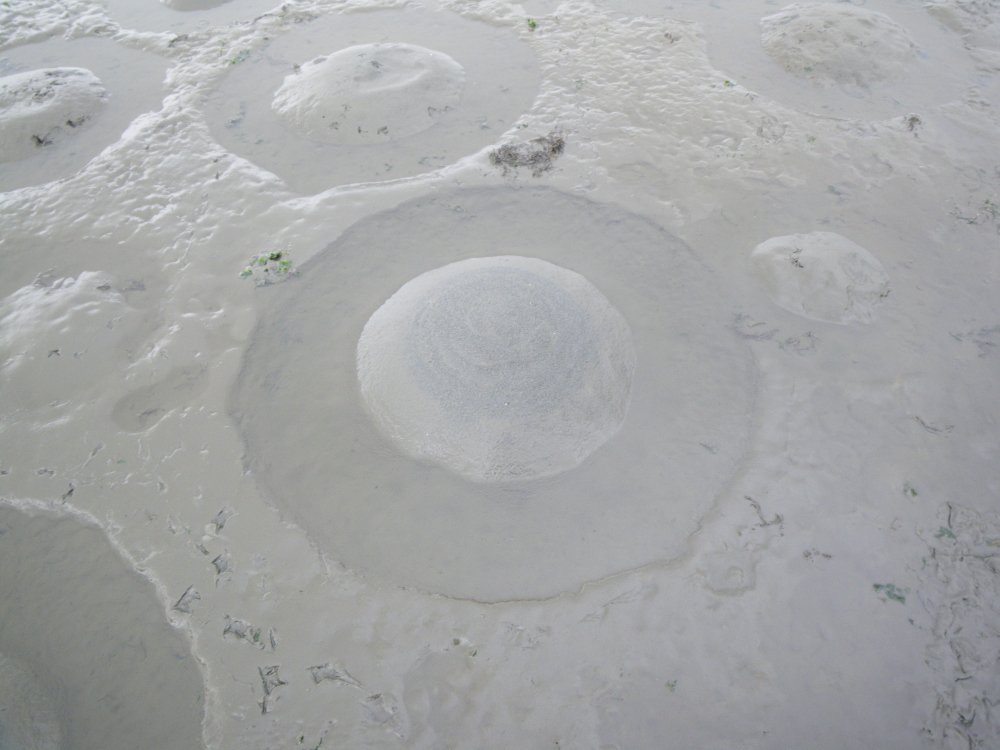
Anillos de alimentación de los flamencos

## Galería

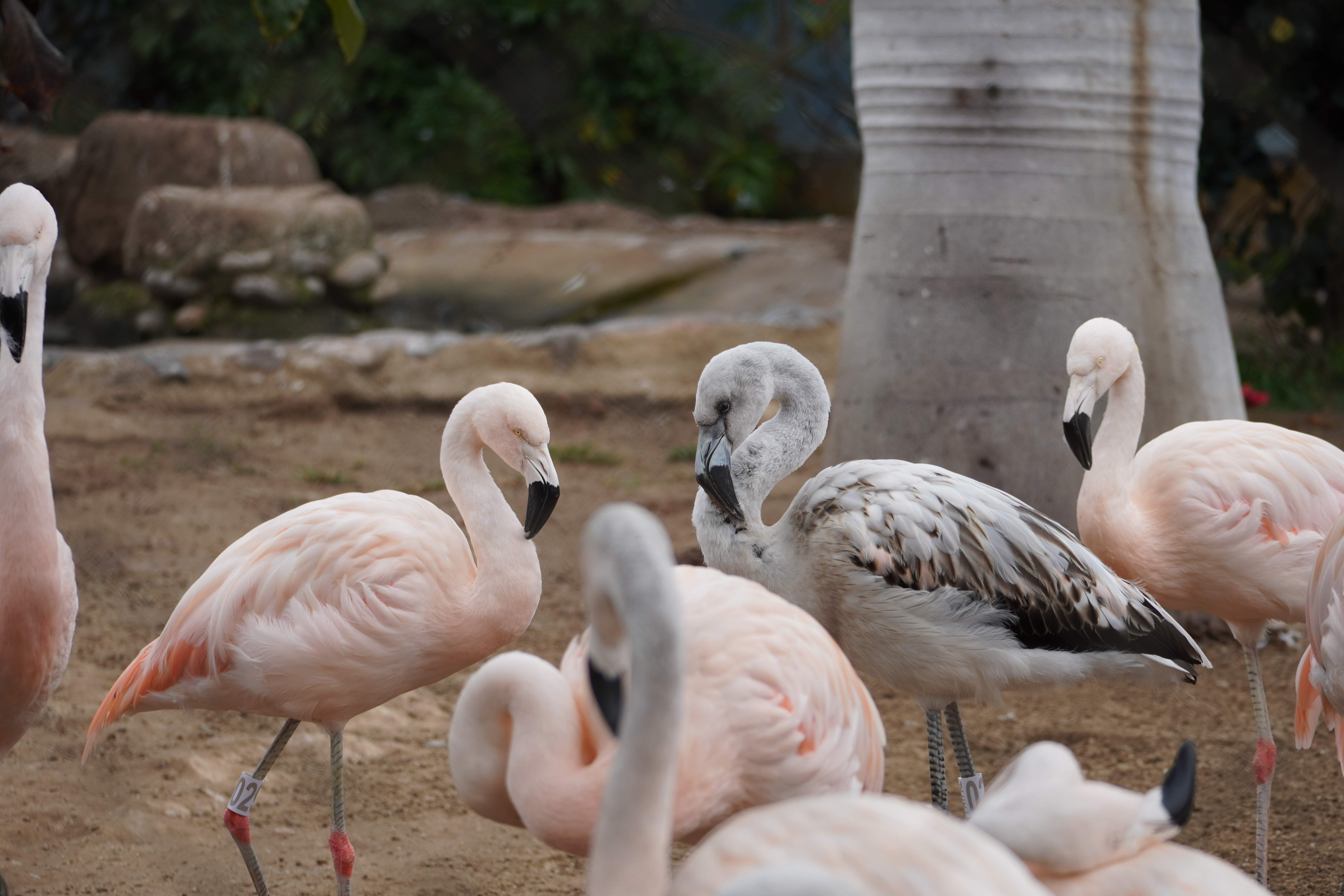
Flamencos de varias edades en el Parque de las Leyendas
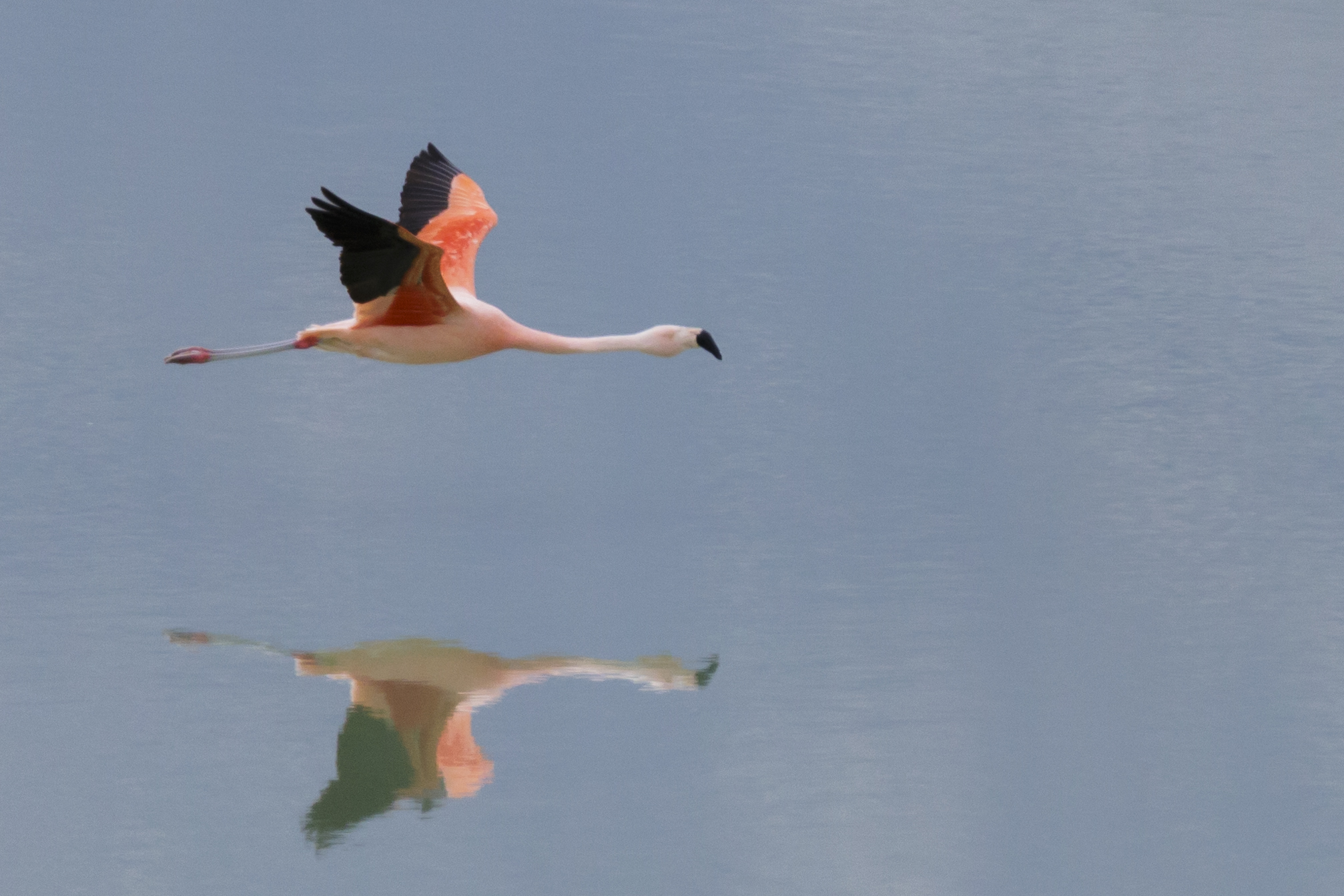
Un flamenco chileno volando
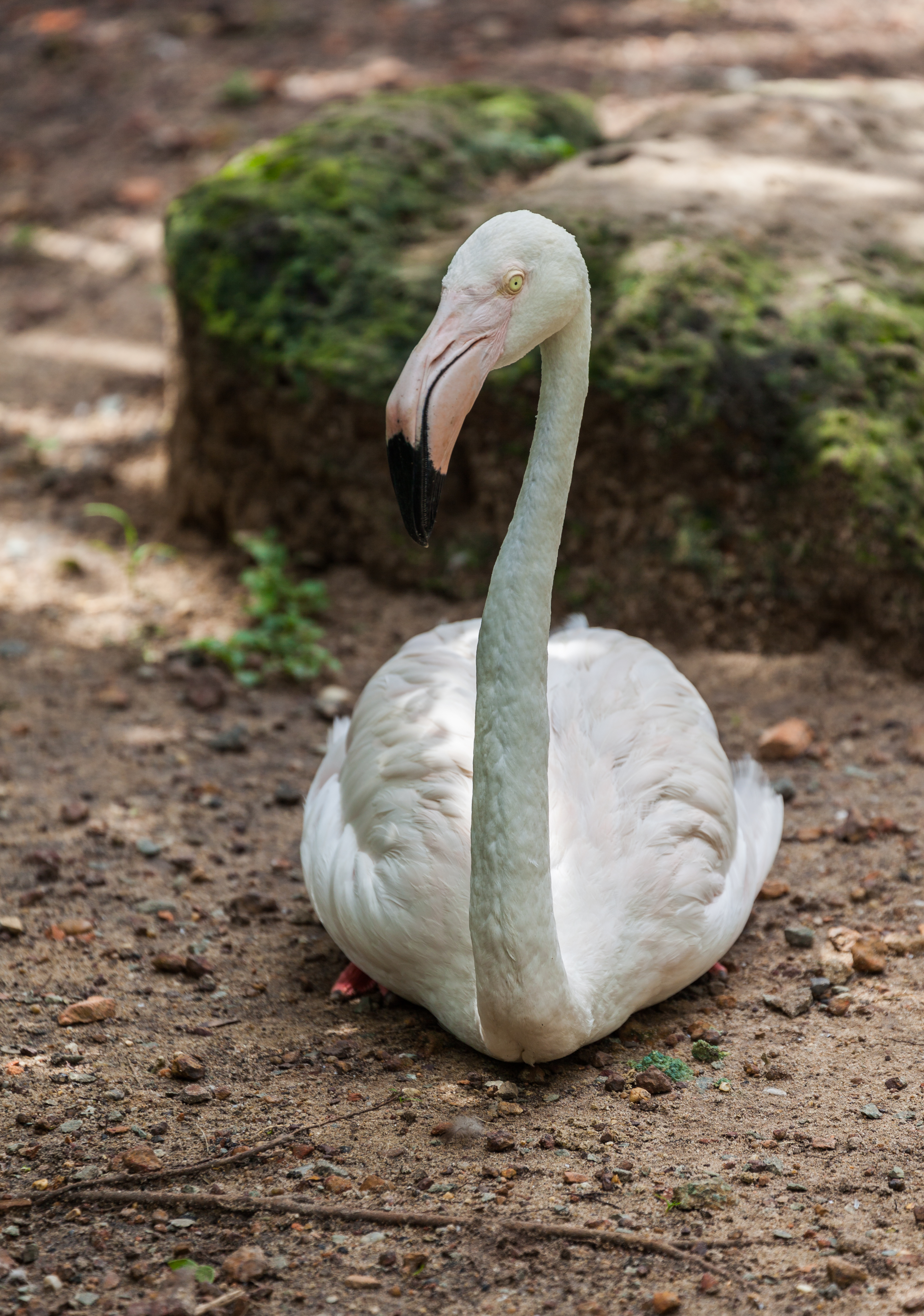
Phoenicopterus chilensis